# Rio Usumacinta
Rio Usumacinta este un fluviu cu o lungime de 560 de km situat în America Centrală. El curge pe teritoriul Mexicului de sud-est și al Guatemalei de nord-vest. Usumacinta este fluviul cu debitul cel mai mare din America Centrală. Fluviul i-a naștere prin unirea râurilor „Pasión” și „Salinas” ambele râuri izvoresc din Guatemala. Cursul fluviului face graniță naturală între Guatemala și statul mexican federal Chiapas, după care traversează statul mexican federal Tabasco și se varsă în Golful Mexic. Pe cursul fluviul se află ruinele orașului maya Yaxchilán.